# Sri Srinivasan
Pour les articles homonymes, voir Srinivasan.
Padmanabhan Srikanth Srinivasan, dit Sri Srinivasan, né le 23 février 1967, est un juge fédéral à la cour d'appel des États-Unis pour le circuit du district de Columbia.

## Biographie
Sri Srinivasan est né le 23 février 1967 à Chandigarh, capitale des États du Pendjab et de l'Haryana, en Inde de parents Tamouls. Sa famille émigre aux États-Unis dans les années 1960 et s'installe à Lawrence, au Kansas.
Srinivasan suit ses études au lycée de Laurence et y joue au basket-ball avec l'équipe des « Chesty Lions ». Il est choisi meilleur meneur de l'État à ce niveau. Dans l'équipe, joue aussi Danny Manning, futur joueur professionnel en NBA.
Il obtient un bachelor de l'université Stanford en 1989 et un double diplôme Juris Doctor/MBA en 1995, délivré à la fois par la Stanford Law School (en) et par la Stanford Graduate School of Business.
Srinivasan travaille comme assistant du juge J. Harvie Wilkinson III (en), juge à la Cour d'appel des États-Unis pour le quatrième circuit, puis comme assistant de Sandra Day O'Connor, juge à la Cour suprême.
Il travaille de 2002 à 2007 au bureau du Solicitor General of the United States.
Srinivasan rejoint ensuite l'étude O'Melveny & Myers où il travaille de 2007 à 2011. En 2011, il est nommé Principal Deputy Solicitor General of the United States.
En juin 2012, le président Barack Obama présente la candidature de Srinivasan à la Cour d'appel pour le circuit du district de Columbia, celle-ci est étudiée en avril 2013 par le Sénat et finalement confirmée, de manière unanime, en mai 2013,.
Après la mort du juge à la Cour suprême Antonin Scalia en février 2016, Srinivasan est considéré comme l'un des trois candidats les plus probables, avec Merrick Garland et Paul J. Watford (en), pour être proposé en remplacement de Scalia par le président Obama. Ce dernier choisit finalement Garland.